# Der Hochzeitstag (1985)
Der Hochzeitstag ist ein von Konrad Sabrautzky inszeniertes Ehedrama für den Hessischen Rundfunk. Das Drehbuch schrieb Irina Korschunow, die Hauptrollen wurden mit Witta Pohl (bekannt aus Diese Drombuschs) und Dieter Kirchlechner besetzt. Die Erstsendung in der ARD war am 14. März 1985.
Der Film darf nicht mit dem gleichnamigen Film mit Cher in der Hauptrolle verwechselt werden.

## Handlung
Die Hausfrau und Mutter Ulla Kranz ist nunmehr dreiundzwanzig Jahre mit ihrem Werner scheinbar glücklich zusammen verheiratet. Da muss sie erfahren, dass ihr Mann sie mit der jungen und attraktiven Marion betrügt. Für Ulla bricht eine Welt zusammen und sie macht sich Vorwürfe, was sie wohl falsch gemacht haben könnte. Werner beschließt schließlich zu seiner jungen Liebe Marion zu ziehen, merkt aber nach kurzer Zeit, dass das Zusammenleben mit einer deutlich jüngeren Frau auch Kompromisse einfordert. Ulla hingegen will mit Arbeit ihrer Wut und Verzweiflung entfliehen. Als sie aber keine passende Arbeitsstelle so schnell bekommt, geht sie alleine auf Reisen, um über sich und ihr bisheriges Leben nachzudenken.

## Rezeption
Für die Fernsehzeitschrift TV Spielfilm war Sabrautzkys „Der Hochzeitstag“ so wörtlich „aus dem alltäglichen Leben gegriffen“.

## Veröffentlichung
Im Jahre 2015 wurde der Film durch Pidax Film erstmals auf der DVD veröffentlicht.